# 14 Pułk Radioliniowo-Kablowy

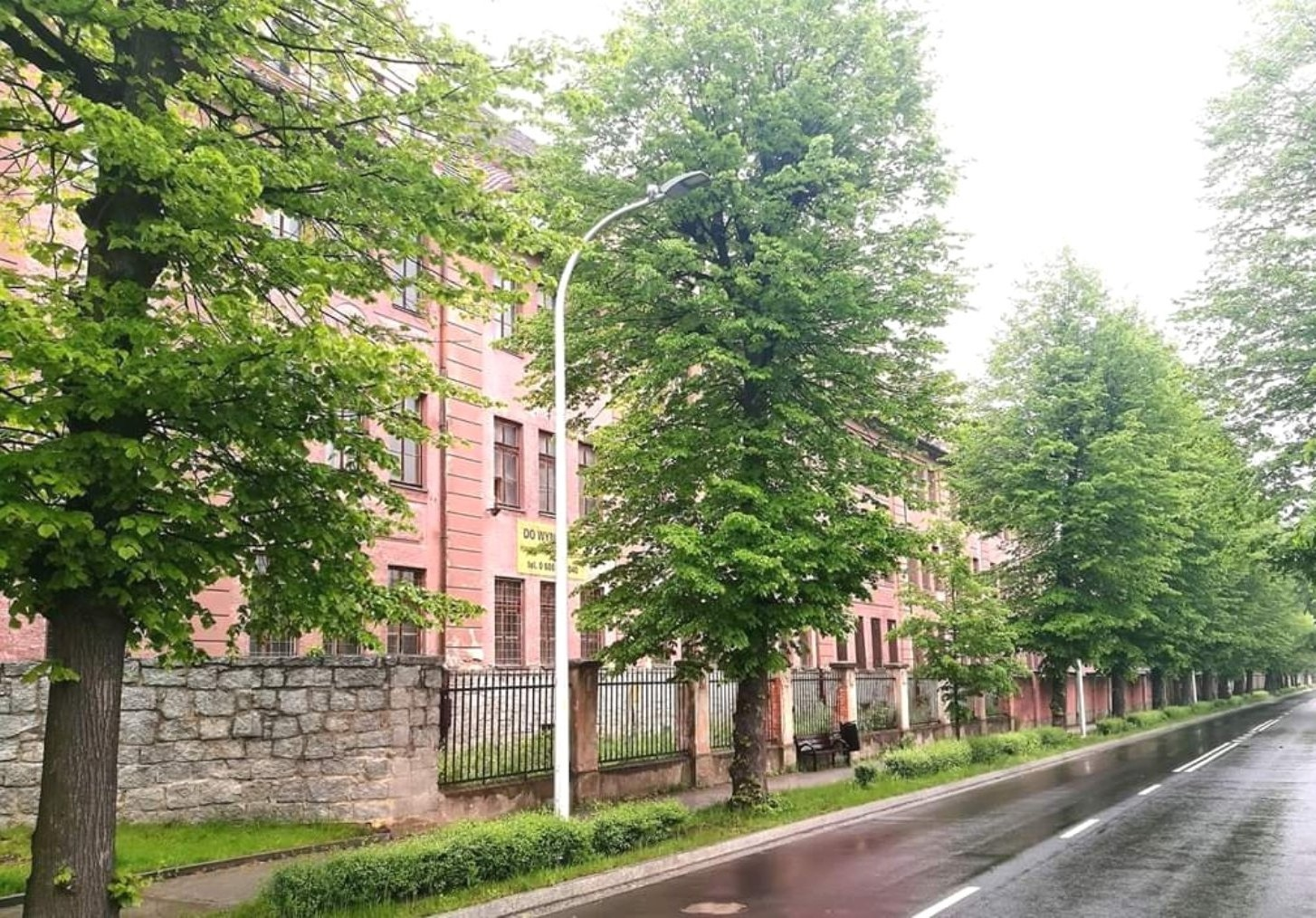
Strzegom, 5 czerwca 2004 - 14 prlk

14 Strzegomski Pułk Radioliniowo-Kablowy  (14 prlk) – oddział Wojsk Łączności Sił Zbrojnych PRL i Sił Zbrojnych RP.

## Formowanie, zmiany organizacyjne
14 pułk radioliniowo-kablowy został sformowany na podstawie Zarządzenia szefa Sztabu Generalnego WP Nr 08/Org. z dnia 25.02.1972 oraz szefa sztabu ŚOW w 1972. Podstawę do sformowania jednostki stanowiły:
- Szkoła Podoficerów i Młodszych Specjalistów Wojsk Łączności nr 11;
- N-5 112 batalion łączności dalekosiężnej;
- 3 batalion radioliniowy 10 Saskiego pułku łączności.

W latach dziewięćdziesiątych pułk prowadził Wojskowy Ośrodek Wypoczynkowy w Walimiu. Z końcem 2001 14 Strzegomski pułk radioliniowo-kablowy został rozformowany. Na początku 2002 zakończyła pracę grupa likwidacyjna. Infrastruktura po 14 prlk pozostała w dyspozycji Agencji Mienia Wojskowego.

## Zadania, wyróżnienia
Zasadniczym zadaniem pułku było zapewnienie łączności radioliniowej i przewodowej dla armii wydzielanej ze Śląskiego Okręgu Wojskowego oraz szkoleniem dowódców drużyn i młodszych specjalistów dla potrzeb jednostek łączności ŚOW i szkolenie podchorążych rezerwy. 
14 Strzegomski pułk radioliniowo-kablowy uczestniczył we wszystkich ćwiczeniach Śląskiego Okręgu Wojskowego oraz w ćwiczeniach prowadzonych na wyższych szczeblach dowodzenia, w których uczestniczyły wojska okręgu. Jednostka była poddawana inspekcjom i kontrolom specjalistycznym, w 1985 uzyskała najwyższą ocenę w Wojsku Polskim wśród wszystkich jednostek kontrolowanych przez Inspekcję Sił Zbrojnych. Pułk był wielokrotnie wyróżniany w rozkazach Ministra 0brony Narodowej. Jednostka utrzymywała dobre kontakty z władzami i mieszkańcami Strzegomia.

## Tradycje
Spadkobiercy

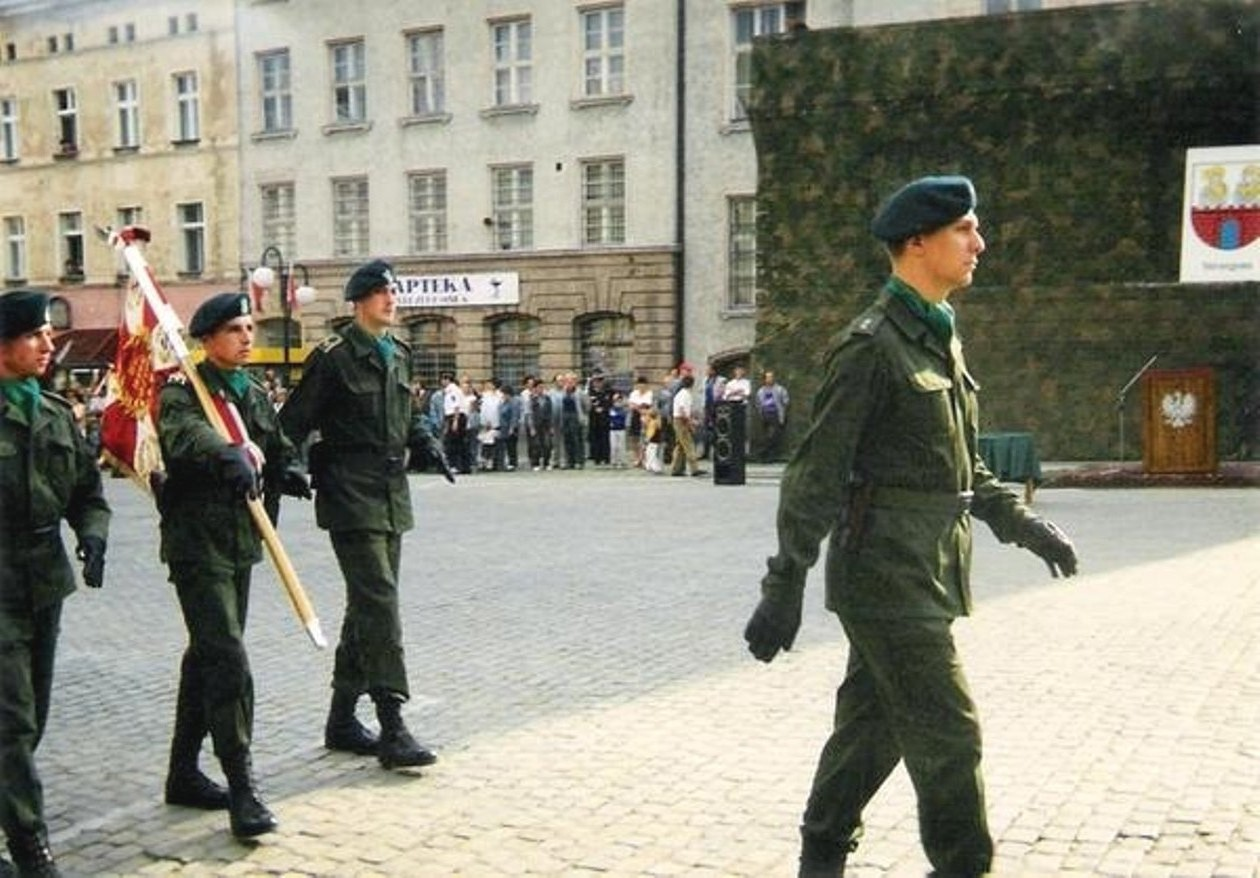
Strzegom, 15 sierpnia 1998

14 pułk radioliniowo-kablowy dziedziczy i kultywuje tradycje pododdziałów:
- 4 Okręgowy batalion łączności (1945–1950);
- 4 liniowy batalion łączności (1950–1957);
- 10 pułk łączności (1950–1994);
- 112 batalion łączności dalekosiężnej (1956–1972);
- Podoficerska Szkoła Specjalistów Łączności nr 11 (1957–1998);
- Szkoła Podchorążych Rezerwy (1980–1991)

 Nazwa wyróżniająca, sztandar, święto 
W 1995 na wniosek dowódcy 14 prlk i społeczeństwa Strzegomia, minister obrony narodowej Zbigniew Okoński nadał pułkowi zaszczytne miano „Strzegomski”. 25 lutego 1995 na Rynku Strzegomia odbyła się uroczystość wręczenia sztandaru 14 Strzegomskiemu pułkowi radioliniowo-kablowemu, ufundowanego przez społeczeństwo miasta i nadanego przez prezydenta RP Lecha Wałęsę. Wręczenia sztandaru dokonał przedstawiciel prezydenta RP, szef Biura Bezpieczeństwa Narodowego Henryk Goryszewski. Dzień 25 lutego został ustanowiony dorocznym świętem 14 prlk. 

## Struktura organizacyjna i podstawowe wyposażenie (1972)

### Stan na rok 1972
W 1972 przybył z Wrocławia do Strzegomia 3 Batalion Radioliniowy dowodzony przez mjr. Kazimierza Sawika. W skład pułku wchodziły:
- dowództwo i sztab;
- szkoła podoficerska;
- batalion radioliniowy;
- kompania remontowa;
- kompania zaopatrzenia.

### Stan na rok 1980
Od lipca 1980 w strukturach jednostki zaczęła funkcjonować Szkoła Podchorążych Rezerwy. Struktura pułku przedstawiała się wówczas następująco:
- dowództwo;
- sztab;
- Szkoła Podoficerów i Młodszych Specjalistów Łączności;
- Szkoła Podchorążych Rezerwy;
- batalion radioliniowy;
- 1 batalion łączności dalekosiężnej (skadrowany);

- 2 batalion łączności dalekosiężnej (na czas „W”);
- kompania remontowa;
- kompania zaopatrzenia.

### Wyposażenie
Na wyposażeniu 14 prlk:
- radiostacje R-140, R-137, R-118;
- wozy dowodzenia R-3Z, R-3, RD-115Z;
- radiolinie R-404, R-409, R-405;
- aparatownie zwielokratniające AŁD-1 i AŁD-2;
- wozy kablowe z kablem PKD, TTWK i PKL.

## Żołnierze pułku
Dowódcy 
W latach 1972–2001 dowódcami pułku byli:
- płk dypl. Józef Osóbka (27.04.1972–28.02.1976)
- płk Józef Duda (28.02.1976–14.01.1983)
- płk Jerzy Ceglarek (14.01.1983–19.06.1986)
- płk Zbigniew Kręcioch (19.06.1986–30.06.1996)
- płk Adam Duś (30.06.1996–2001)

 Oficerowie 
- mjr Jerzy Dymczyk
- mjr dypl. Andrzej Szymonik